# Стружа (Лімановський повіт)
Стружа (пол. Stróża) — село в Польщі, у гміні Добра Лімановського повіту Малопольського воєводства.
Населення — 574 особи (2011).
У 1975-1998 роках село належало до Новосондецького воєводства.

## Демографія
Демографічна структура станом на 31 березня 2011 року:
|          | Загалом | Допрацездатний вік | Працездатний вік | Постпрацездатний вік |
| -------- | ------- | ------------------ | ---------------- | -------------------- |
| Чоловіки | 279     | 69                 | 176              | 34                   |
| Жінки    | 295     | 77                 | 153              | 65                   |
| Разом    | 574     | 146                | 329              | 99                   |